# Ubaye-Serre-Ponçon
Ubaye-Serre-Ponçon község Franciaországban, Provence-Alpes-Côte d’Azur régió Alpes-de-Haute-Provence megyéjében. Új községként 2017. január 1-jén La Bréole és Saint-Vincent-les-Forts egyesítésével jött létre. Népessége az alapításkor 711 fő volt.
A két korábbi település delegált község státusszal az új község része lett. Lakosainak száma 796 fő (2022. január 1.).

## Népesség
| Lakosok száma | 741  | 754  | 766  | 782  | 788  | 796  |
|               | 2017 | 2018 | 2019 | 2020 | 2021 | 2022 |